# Emmy Award
O Emmy Award, ou simplesmente Emmy, é o maior e mais prestigioso prêmio atribuído a programas e profissionais de televisão. É apresentado em vários eventos anuais realizados ao longo do ano, cada um homenageando um dos vários setores da indústria televisiva. Os dois eventos que recebem maior cobertura dos meios de comunicação são os Emmy do Primetime e os Prêmios Emmy do Daytime que reconhecem o trabalho de destaque na programação americana do horário nobre e entretenimento diurno, respectivamente. Também existem premiações específicas, com cerimônias próprias, para programação voltada para crianças e famílias (Children's & Family Emmy Awards), esportiva (Sports Emmys), jornalismo (News and Documentary Emmys), tecnologia (Technology and Engineering Emmys), programação regional (Regional Emmys) e produção audiovisual escolar e universitária. Além disso, o International Emmy Awards são concedidos à programação de televisão produzida e, inicialmente, exibida fora dos Estados Unidos, cuja premiação geralmente ocorre no final do ano.
O nome "Emmy" foi utilizado como uma feminização de "immy", um apelido usado para tubos de imagem que eram encontrados com facilidade nas primeiras câmaras de televisão. A estatueta mostra uma mulher alada segurando um átomo. O Emmy é considerado um dos quatro maiores prêmios de entretenimento americano, sendo os outros o Grammy (música), o Oscar (cinema) e o Tony (teatro).
Existem três organizações relacionadas, mas separadas, presentes nos Prêmios Emmy: a Academia de Artes & Ciências Televisivas (ATAS), a Academia Nacional de Artes & Ciências Televisivas (NATAS) e a Academia Internacional de Artes e Ciências da Televisão (IATAS). A ATAS concedeu o Emmy pela primeira vez em 1949 para homenagear programas produzidos na área de Los Angeles antes de se tornar um evento nacional na década de 1950 para homenagear programas exibidos em todo o país. Nas duas décadas seguintes, a ATAS, a NATAS e a IATAS expandiram o prêmio para homenagear outras áreas da indústria da TV, com cada organização responsável por administrar um conjunto específico de competições do Emmy.

## História

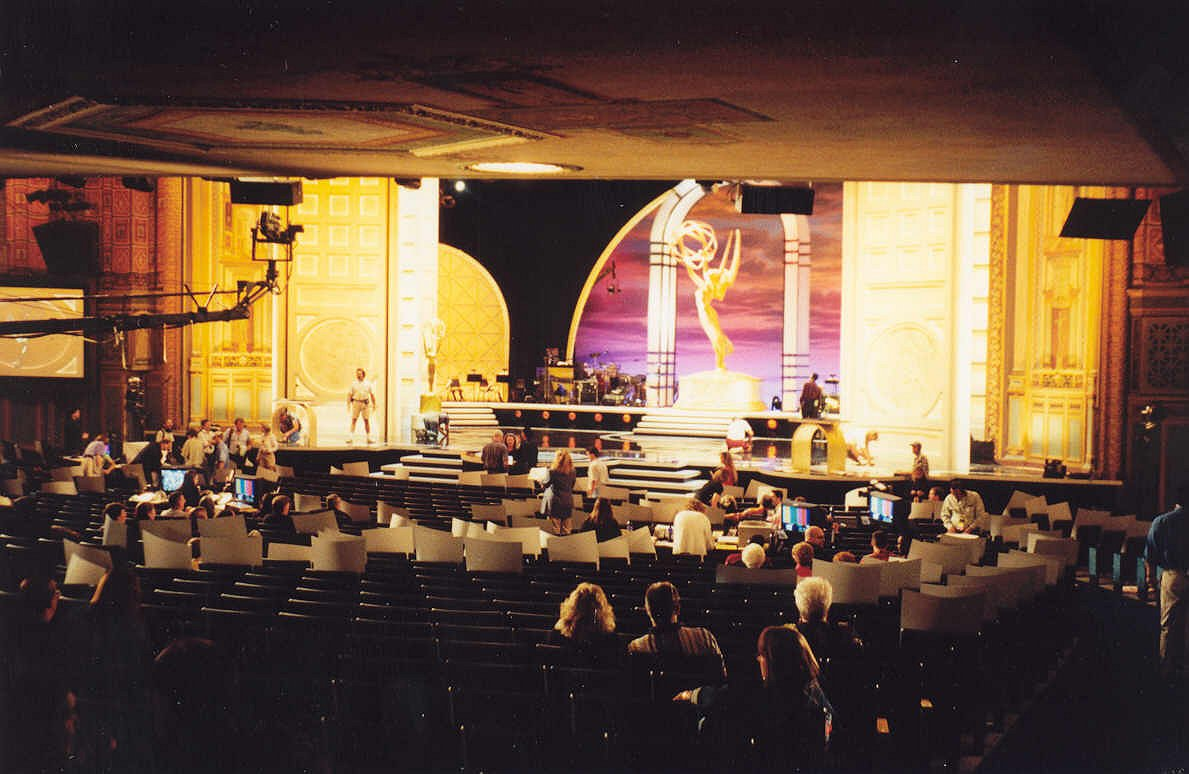
O Emmy Awards de 1997

Com sede em Los Angeles, a Academia de Artes & Ciências Televisivas criou o prêmio Emmy como parte de uma oportunidade de
construção de imagem e relações públicas na então recente televisão americana. A primeira cerimônia ocorreu em 25 de janeiro de 1949, no Hollywood Athletic Club, mas apenas para honrar programas produzidos e veiculados localmente na área de Los Angeles. Shirley Dinsdale teve a distinção de receber o primeiro Emmy, como "Personalidade da TV", durante essa primeira cerimônia.
Na década de 1950, a Academia expandiu os Emmys para nível nacional, apresentando os prêmios para programas transmitidos em todo o país. Em 1955, a Academia Nacional de Artes e Ciências Cinematográficas (NATAS) foi formada na cidade de Nova York como uma organização irmã para servir os membros na costa leste, e também ajudar a supervisionar os Emmys. A NATAS também ficou responsável pelos Emmys regionais em todo os Estados Unidos. A ATAS no entanto, ainda manteve a sua cerimônia regional distinta honrando a programação local na área de Los Angeles.
Inicialmente, havia apenas uma cerimônia dos Emmys realizada uma vez por ano para homenagear os programas nacionais transmitidos nos Estados Unidos. Em 1974, a primeira cerimônia do Emmy do Daytime foi realizada para homenagear especificamente a programação diurna americana. Além disso, o International Emmy Awards, homenageando programas de televisão produzidos e inicialmente transmitidos fora dos Estados Unidos, foi estabelecido no início dos anos 1970.

## Estatueta do Emmy
O nome Emmy foi utilizado como uma feminização de "immy", um apelido usado para tubos de imagem que eram encontrados com facilidade nas primeiras câmaras de televisão. Os troféus Emmy são feitos atualmente por uma empresa privada, em El Dorado, Kansas. A estatueta de uma mulher a segurar um átomo tornou-se num símbolo da Academia a tentar suportar e levantar a arte e a ciência na televisão; as asas representam a musa da arte e o átomo, a televisão. Foi criado pelo engenheiro Louis McManus, que usou a esposa como modelo.
Desde 1971 a Television Academy tem uma política que, quando um ganhador do Emmy morre, o herdeiro dessa pessoa pode optar por mantê-lo ou devolvê-lo à organização. A partir de 1978, ele anexou um aviso físico dessa política a cada estatueta concedida no Emmy.

## Eventos específicos
| Academia responsável | Evento |
| -------------------- | --- |
| ATAS                 | Emmy do Primetime, Tecnologia e Engenharia, Área de Los Angeles, TV Universitária                                                                       |
| NATAS                | Emmy Daytime, Esportes, Notícias & Documentários, Tecnologia e Engenharia, Programação Regional (exceto para Los Angeles), Produção Nacional Estudantil |
| IATAS                | Internacional |

Várias cerimônias do Emmy são realizadas ao longo do ano para homenagear programas de televisão produzidos local, regional e nacionalmente. Cada evento tem seu próprio conjunto de categorias de premiação, procedimentos de nomeação e votação e regras relativas aos comitês de votação.
Um programa indicado em uma das competições nacionais do Emmy não pode ser considerado em nenhuma das outras. Por exemplo, programas sindicalizados cujos horários de transmissão variam entre os mercados de mídia podem ser elegíveis para o Daytime e o Primetime Emmy, mas não podem ser nomeados em ambas premiações. Em geral, um programa é considerado nacional se atinge mais de 50 por cento dos lares dos EUA; programas que não atingem pelo menos 50% do país podem entrar no Emmy Regional. Os programas de televisão em vídeos sob demanda na internet são tratados de forma semelhante: eles devem estar disponíveis para download ou streaming em mais de 50% do mercado nacional dos EUA para serem elegíveis em uma das competições nacionais do Emmy, e só podem ser considerados em uma dessas cerimônias.

### Primetime Emmy Award
Os Emmys do Primetime são apresentados em reconhecimento da excelência na programação televisiva norte americana do horário nobre. Estes são geralmente distribuídos em meados de Setembro, no domingo anterior ao começo oficial da temporada televisiva do Outuno.

### Daytime Emmy Award
Os Daytime Emmy Awards são apresentados em reconhecimento da excelência na programação televisiva norte-americana durante o horário do dia. Os primeiros prémios relacionados com o horário do dia foram dados na cerimónia de 1972, durante os prémios Emmy do Primetime, até que se optou por separar e realizou-se uma cerimónia relacionada com a programação deste horário em 1974.

### Children's and Family Emmy Award
Os Children's and Family Emmy Awards são apresentados em reconhecimento à excelência na programação televisiva infantil e familiar estadunidense. A primeira cerimônia foi realizada em 11 de dezembro de 2022.

### Sports Emmys
Os Emmys do Desporto são apresentados para a excelência na programação desportiva. A cerimónia é realizada todas as Primaveras, geralmente na duas últimas semanas de Abril ou na primeira semana de Maio, numa segunda-feira à noite na cidade de Nova Iorque.

### International Emmy Award

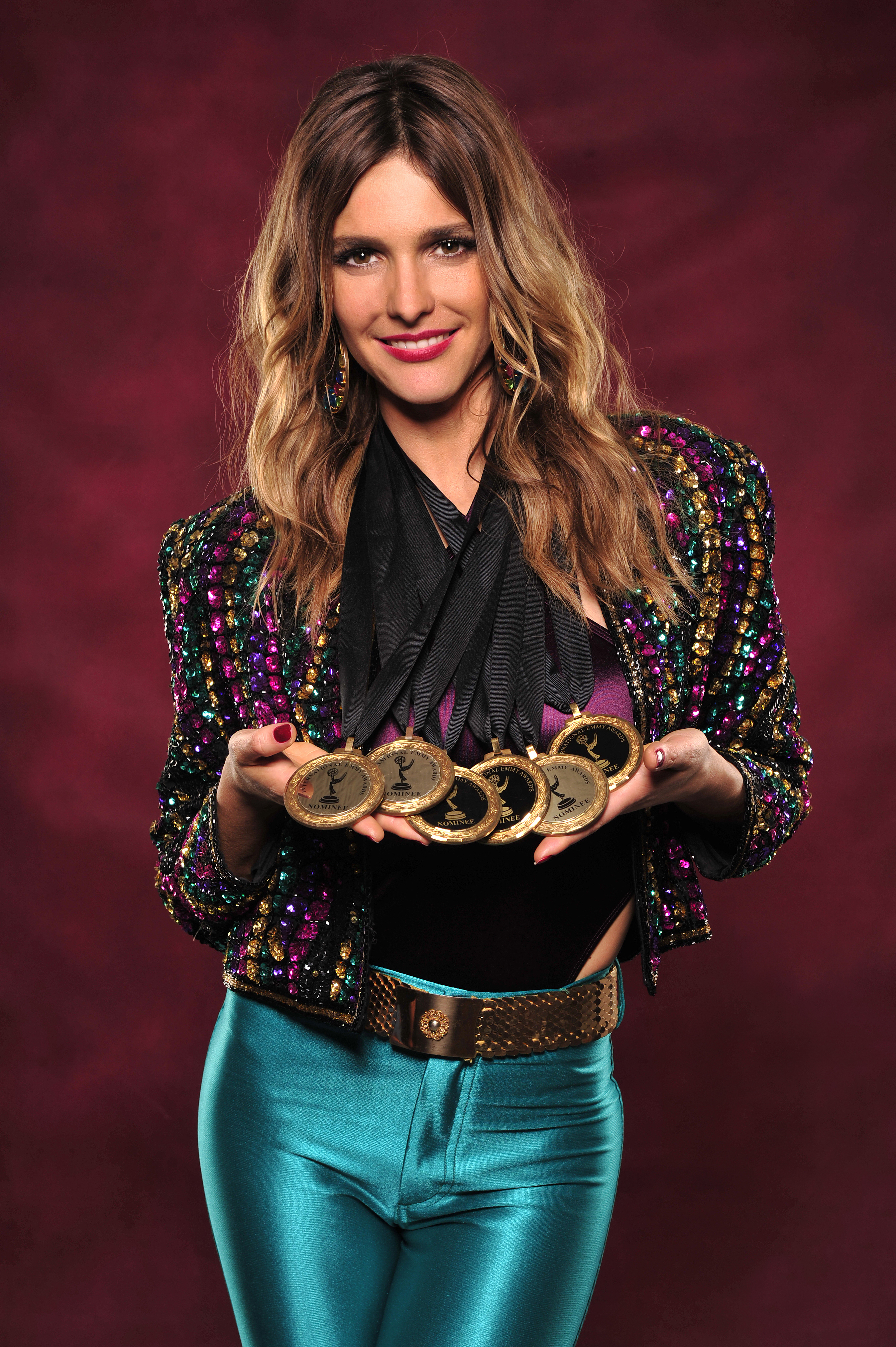
Fernanda Lima com as seis medalhas das indicações dos programas da TV Globo ao Internacional Emmy Awards em 2012.

A Academia Internacional de Artes e Ciências Televisivas realiza os prémios para honrar o melhor da televisão não americana.
Identificar os nomeados demora meses, com a votação a ser levada em diversos festivais de televisão internacionais. Os dois melhores programas de um género em particular, em quatro regiões, são selecionados para uma semifinal, de onde os elementos nomeados são elegidos. Cada nomeado é mostrado num festival, em Nova Iorque, que acontece antes da própria cerimônia.
Brasil e Portugal já foram indicados 91 vezes e venceram 18 vezes a láurea.

### News and Documentary Emmys
O Prêmio Emmy de Notícias e Documentários são apresentados pela Academia Nacional de Artes e Ciências Televisivas, em reconhecimento da excelência do noticiário nacional americano e de sua programação documental. As cerimônias de premiação são geralmente realizadas no outono.

### Emmys da Tecnologia e Engenharia
Os Prêmio Emmy de Tecnologia e Engenharia são apresentados a indivíduos, companhias, ou a organizações científicas e técnicas em reconhecimento pelo seu avanço e contributo em aspectos tecnológicos e de engenharia televisivos.

### Emmys regionais
Existem vinte divisões da Academia Nacional de Artes & Ciências Televisivas que reconhecem excelência em programação televisiva regional nos Estados Unidos. Cada divisão conduz sua própria cerimonias de premiação.
O foco principal do Emmy Regional é reconhecer excelência em programas educativos e culturais, documentários e noticiários.
Elegibilidade: Programas e segmentos produzidos em qualquer um das vinte regiões que não foram disponíveis para mais de 50% do mercado televisivo dos Estados Unidos durante o ano de premiação.

## Outros Emmys
Prémios Emmy são também dados para:
- Telejornais nacionais e documentários
- Jornalismo de Economia e Financial
- Serviço Público

É atribuído também o Prémio Humanitário Bob Hope.